# Монтессон

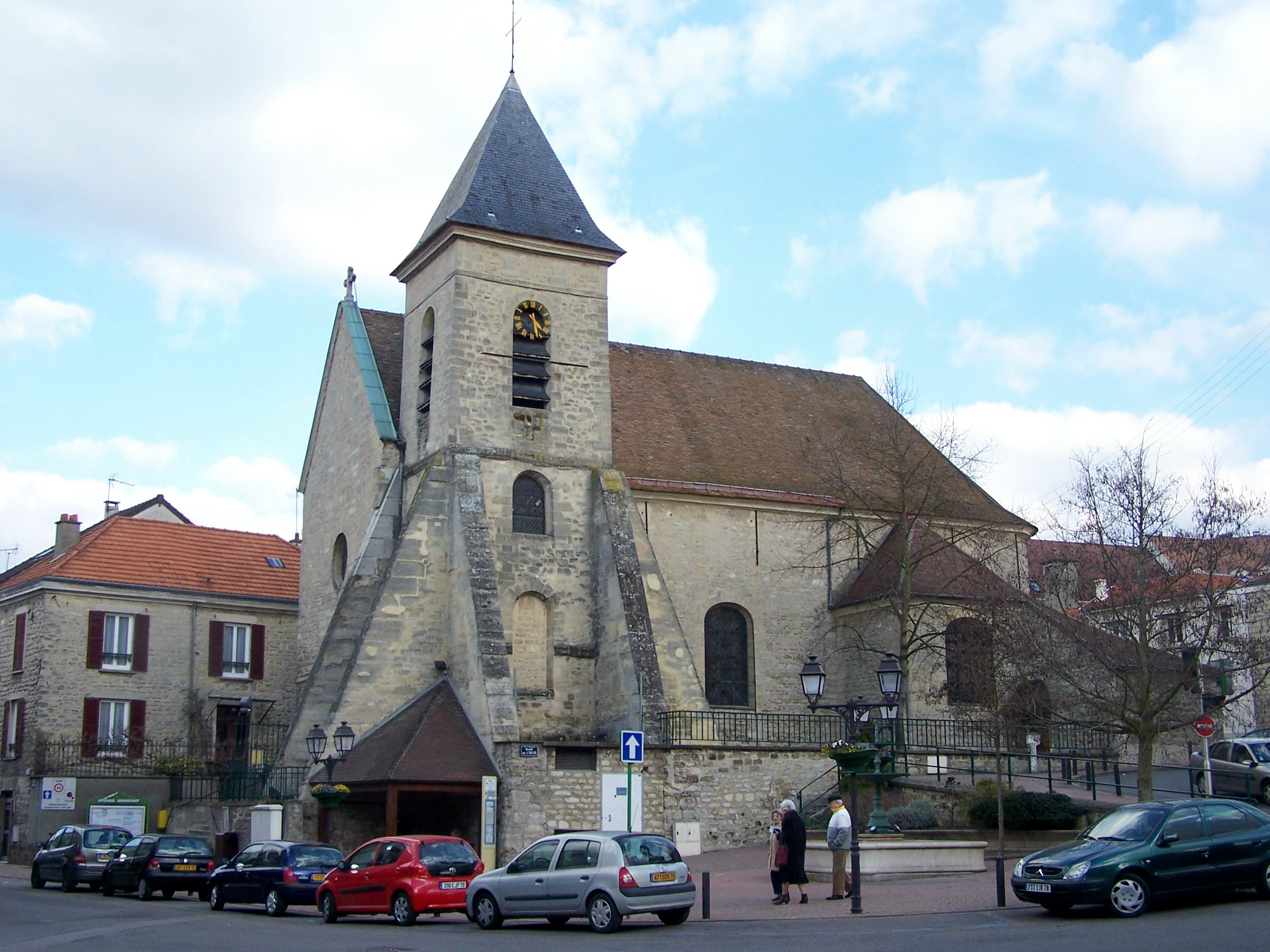
Собор Нотр-Дам в городе Монтессон

Монтессо́н (произносится Монтэссон, фр. Montesson) — коммуна во Франции, в регионе Иль-де-Франс, в департаменте Ивелин. Население — 15 090 человек (на 2008 год). Расположена в кантоне Ле-Везине.
Коммуна расположена на северо-востоке департамента; в 18 км северо-западнее Парижа, примерно в 14 км к северу от Версаля, на реке Сене в петле реки на её правом берегу.

## История
Город Монтессон образовался как независимая единица в 13 веке, когда стал отдельным от города Шату.
В 1996 году была введена автомагистраль А14, пересёкшая равнинное место, на котором был расположен город.

## Экономика
В 2007 году среди 9987 человек в трудоспособном возрасте (15—64 лет) 7561 — были активны, 2426 — неактивны (показатель активности — 75,7%, в 1999 году было 71,4%). Из 7561 активных человек работало 7087 человек (3623 мужчины и 3464 женщины), безработных было 474 (245 мужчин и 229 женщин). Среди 2426 неактивных 1134 человека были учениками или студентами, 690 — пенсионеры, 602 были неактивными по другим причинам.
В 2008 году в коммуне числилось 5618 облагаемых домохозяйств, в которых проживало 15 390 человек, медиана доходов составляла 28 339 евро на одно лицо хозяйства.

## Города-побратимы
Города-побратимы:
1. Германия — Бесвайлер (с 1990 года)
2. Великобритания — Тейм[англ.] (с 2001 года)